# Гьоктюрк (квартал на Истанбул)
„Гьоктюрк“ (на турски: Göktürk) е квартал на Истанбул, разположен в градска околия Еюпсултан. Общата му площ е 29,2 км2. Според данни на Адресната система за регистриране на населението (ABPRS) към 2024 г. населението на „Гьотюрк“ е 39 235 жители.